# دهستان میامی (مشهد)
میامی، دهستانی است از توابع بخش رضویه شهرستان مشهد در استان خراسان رضوی ایران.

## جمعیت
بر اساس سرشماری سال ۱۳۸۵ جمعیت آن  ۴۴۳۴۸ نفر (۱۰۱۷۴ خانوار) بوده است.